# ديف موستين
ديفيد سكوت موستين (بالإنجليزية: Dave Mustaine)‏ الشهير بديف موستين (من مواليد 13 سبتمبر 1961 في لا ميسا (كاليفورنيا)) هو موسيقي ومغن مؤلف ومنتج وممثل ومدير مواهب أمريكي.

## وصلات خارجية
- الموقع الرسمي
- ديف موستين على موقع IMDb (الإنجليزية)
- ديف موستين على موقع ميوزك برينز (الإنجليزية)
- ديف موستين على موقع رولينغ ستون (الإنجليزية)
- ديف موستين على موقع إن إن دي بي (الإنجليزية)
- ديف موستين على موقع أول ميوزيك (الإنجليزية)
- ديف موستين على موقع ديسكوغز (الإنجليزية)
- ديف موستين على موقع قاعدة بيانات الفيلم (الإنجليزية)